# Мунгэту-Киян
Мунгэту-Киян, Мангету-Киян (монг. Мэнгитү хиан) — монгольский нойон из рода кият-борджигин, живший во второй половине XII века. Мунгэту был старшим сыном Бартан-баатура и Сунигул-фуджин, а его братьев звали Некун-тайджи, Даритай-отчигин и Есугей-багатур; последний из них был отцом Тэмуджина-Чингисхана — основателя и первого великого хана Монгольской империи.
Имя Мунгэту в переводе с монгольского языка означает «имеющий родимые пятна»
, в то время как прозвище Киян переводится как «стремительно несущийся поток» и, по одной из версий, было дано Мунгэту как великому багатуру-герою. 
В отличие от своих младших братьев, Мунгэту-Киян практически не упоминается в основных источниках по монгольской истории. Известно, что к моменту становления Тэмуджина ханом (около 1189 года) Мунгэту-Кияна уже не было в живых, однако некоторые исследователи относят его смерть к более раннему периоду: так, А. Доманин считает, что Мунгэту умер ещё до 1171 года, ненадолго пережитый Есугеем, в том же году отравленным татарами. 
Согласно персидскому историку Рашид ад-Дину, у Мунгэту-Кияна было много сыновей, один из которых, Онгур, в дальнейшем присоединился к Чингисхану и стал при нём нойоном-тысячником. От потомков Мунгэту-Кияна также происходит монгольский род чаншиут;  существует мнение, что к этому этнониму восходит название казахского рода шанышкылы.

## В культуре
Мунгэту-Киян упоминается в романах «Жестокий век» (И. К. Калашников) и «Тэмуджин» (А. С. Гатапов).